# Шазе-Бон
Шазе́-Бон (фр. Chazey-Bons) — коммуна во Франции, находится в регионе Рона — Альпы. Департамент коммуны — Эн. Входит в состав кантона Белле. Округ коммуны — Белле.
Код коммуны — 01098.

## Население
Население коммуны на 2010 год составляло 744 человека.
| 1962 | 1968 | 1975 | 1982 | 1990 | 1999 | 2010 |
| ---- | ---- | ---- | ---- | ---- | ---- | ---- |
| 502  | 590  | 681  | 728  | 684  | 665  | 744  |